# Lloyd Scott
Lloyd Scott (Springfield (Ohio), 21 augustus 1902 – onbekend) was een Amerikaanse jazzdrummer en orkestleider.

## Biografie
Lloyd Scott leidde tijdens de jaren 1920 met zijn broer Cecil Scott een gezamenlijk ensemble, dat aanvankelijk optrad in Ohio, daarna in Pittsburgh en uiteindelijk in Harlem. Later trad hij op als Cecil Scott and His Bright Boys en als Lloyd Scott's Symphonic Syncopators. Tot zijn muzikanten telden Dicky Wells, Frankie Newton, Bill Coleman, Roy Eldridge, Johnny Hodges, Fletcher Allen en Chu Berry. Onder de naam Lloyd Scott and His Orchestra ontstonden in 1927 eerste opnamen in New York. De vijf nummers, waaronder Happy Hour Blues (Scott was betrokken bij drie composities) werden gearrangeerd door de pianist Don Frye en de trompettist Kenneth Roane en bevatten de eerste soli van Dicky Wells op plaat. Eind 1929 werkte hij nog mee bij opnamen van zijn broer Cecil. Na 1929 beëindigde Lloyd Scott zijn actieve muziekcarrière en werd hij bandmanager van de formatie, die optrad als Cecil Scott's Bright Boys.